# The Leonardo
The Leonardo es un rascacielos de uso mixto de 55 pisos en Sandton, Johannesburgo, Sudáfrica. Con 234 metros, es 11 metros más alto que el edificio más alto anterior en África.
El desarrollo incluye espacio comercial a nivel de calle, así como un podio sobre el suelo, donde se encuentran una piscina, un restaurante y varias otras instalaciones. Las instalaciones están abiertas al público y se pueden reservar a través de Legacy Hotels and Resorts. 
Se ha anunciado que el ático de 2100 m² y 3 pisos saldrá al mercado por 180 millones de rands sudafricanos que, si se vende, lo convertirá en la propiedad más cara jamás vendida en Sudáfrica. Toda la estructura costó 2.000 millones de rands y consta de 200 apartamentos y 11 pisos de oficinas comerciales.
El diseño ha cambiado significativamente desde que se anunció y originalmente iba a ser diseñado por el estudio de arquitectura AMA y se completará en 2010.
El 17 de noviembre de 2015, el Leonardo comenzó la construcción. La altura original del edificio según el sitio web de The Leonardo era de 150 m
A principios de septiembre de 2016, la estructura de estacionamiento subterráneo de 4 pisos había alcanzado el nivel del suelo. 
A mediados de marzo de 2017, el núcleo de la estructura estaba aproximadamente a 6 pisos sobre el suelo. 
A fines de abril de 2018, el Leonardo era el edificio más alto de Sandton, superando la torre de Sandton City Office que se encuentra a 141 m. 
A mediados de abril de 2019, el Leonardo fue coronado y ahora es oficialmente el edificio más alto de África, tras el Carlton Centre Office Tower. 